# Brokopondo (Distrikt)
Brokopondo ist ein Distrikt in Suriname. Er grenzt im Norden an den Distrikt Para und an den Distrikt Sipaliwini. 
Die Gründung des Distriktes Brokopondo geht auf die Landesverordnung Nr. 104 vom 31. Dezember 1958 zurück und umfasste ursprünglich ein Gebiet von 21.440 Quadratkilometern. Die Zahl der Einwohner betrug bei der Volkszählung 1972: 17.763 mit einer Bevölkerungsdichte von 0,83.
Der Distrikt ist bekannt durch den Blommesteinsee (Staumauer und Kraftwerk bei Afobaka), der einen Großteil der in Suriname verbrauchten Energie produziert. Außerdem existieren in Brokopondo mehrere Naturreservate mit Regenwald-Vegetation.
In Brokopondo liegt das karibische Dorf Cabendadorp.
Seit einiger Zeit wird im Distrikt wieder Gold abgebaut. Dies führt dazu, dass immer mehr Menschen in diesen Distrikt zuwandern, nicht nur aus Suriname, sondern vor allem auch (meist illegal) aus Brasilien.
Im Parlament (De Nationale Assemblée) ist der Distrikt Brokopondo mit drei Abgeordneten vertreten.

## Verwaltungsgliederung
Der Distrikt Brokopondo ist seinerseits wiederum in folgende sechs Ressorts gegliedert (dezentralisiert):
- Brownsweg
- Brokopondo
- Klaaskreek
- Kwakoegron
- Marschallkreek
- Sarakreek